# Сулави, Жан Луи Жиро
Жан Луи Жиро Сулави (фр. Jean-Louis Giraud-Soulavie; 1751 — 1813) — французский священник, естествоиспытатель,
историк и государственный деятель.

## Биография
Родился 8 июля 1751 года в городе Ларжентьер департамента Ардеш в сельской буржуазной семье.
Интересуясь с детства естествознанием и историей, в 11 лет Жан Луи совершил экскурсию по окрестностям Винзака (департамент Ардеш), где имеется много обнажений известняков и песчаников. В 1771–1776 годах учился в Авиньоне в колледже Св. Николая и в семинарии Св. Духа. В 1772—1775 годах несколько раз путешествовал по Центральному Французскому массиву.
По окончании семинарии получил сан священника и в 1777 году был направлен на юг Франции — в город Антрег, где одновременно с основной службой продолжал изучение Центрального Французского массива в провинциях Виваре (департамент Ардеш) и Веле (департамент Верхняя Луара). В результате Сулави составил карту рельефа провинции Виваре и региональную стратиграфическую схему, основанную на литологическом составе пород. О своих исследованиях он доложил Королевской академии наук в 1777 году.
В 1778 году Сулави поселился в Париже, где познакомился с Жоржем-Луи Бюффоном. Из столицы Жан Луи продолжал выезжать на потухшие вулканы Центрального Французского массива (1780—1781). В 1780 году занимался изданием своего сочинения о геологической истории провинции Виваре — «Ge´ographie de la nature, ou description des trois re`gnes sur la terre». В 1779 году на заседании Королевской академии наук Сулави представил рукопись своего главного научного труда по естественной истории Южной Франции — «L’histoire naturelle de la France me´ridionale», который был опубликован в восьми томах в 1780—1784 годах. После публикации первых томов он подвергся критике со стороны клерикалов, но избежал преследования за инакомыслие. В 1787 году получил место кюре в Нормандии и в 1788 году стал главным викарием в городе Шалон-ан-Шампань.
Во время Великой французской революции Сулави отказался от сана священника. С июня 1793 года он был послом
Франции в Женевской республике. В сентябре 1794 года был отозван и арестован. После освобождения из заключения в 1795 году, Жан Луи Сулави занимался общественно-политической деятельностью, и в сферу его интересов входила Россия.
Связь Сулави с российской Императорской академией наук и художеств началась ещё с его участия в традиционном конкурсе на решение академических задач. В 1783 году классификация горных пород и минералов была поставлена Академией наук как одна из конкурсных тем, и Сулави подал на конкурс работу под названием «Les classes naturelles des mine´raux et les e´poques de la nature correspondantes a chaque classe». Его работа была удостоена второй премии в 1785 году и опубликована в Санкт-Петербурге в 1786 году. 20 марта 1786 года на российском академическом заседании было зачитано его письмо, в котором сообщалось о проведённых минералогических исследованиях и выражалось желание быть избранным в состав Академии. 23 марта Жан Луи Жиро Сулави был избран членом-корреспондентом Императорской академии наук и художеств. Деятельность Сулави сыграла
определенную роль в сохранении добрососедских отношений между Францией и Россией. Будучи дипломатом, он мечтал о союзе Франции и России против
Австрии и Англии и в 1795 году представил Директории проект такого альянса.
Интересно, что Сулави так и не стал членом Королевской академии наук в Париже; он был избран в 1783 году только в Королевскую академию надписей
и изящной словесности. С 1785 года он был членом Королевского общества физики, естественной истории и искусств Орлеана.
Умер 11 марта 1813 года в Париже, был похоронен на кладбище Вожиран.